# Giovanni Pascoli

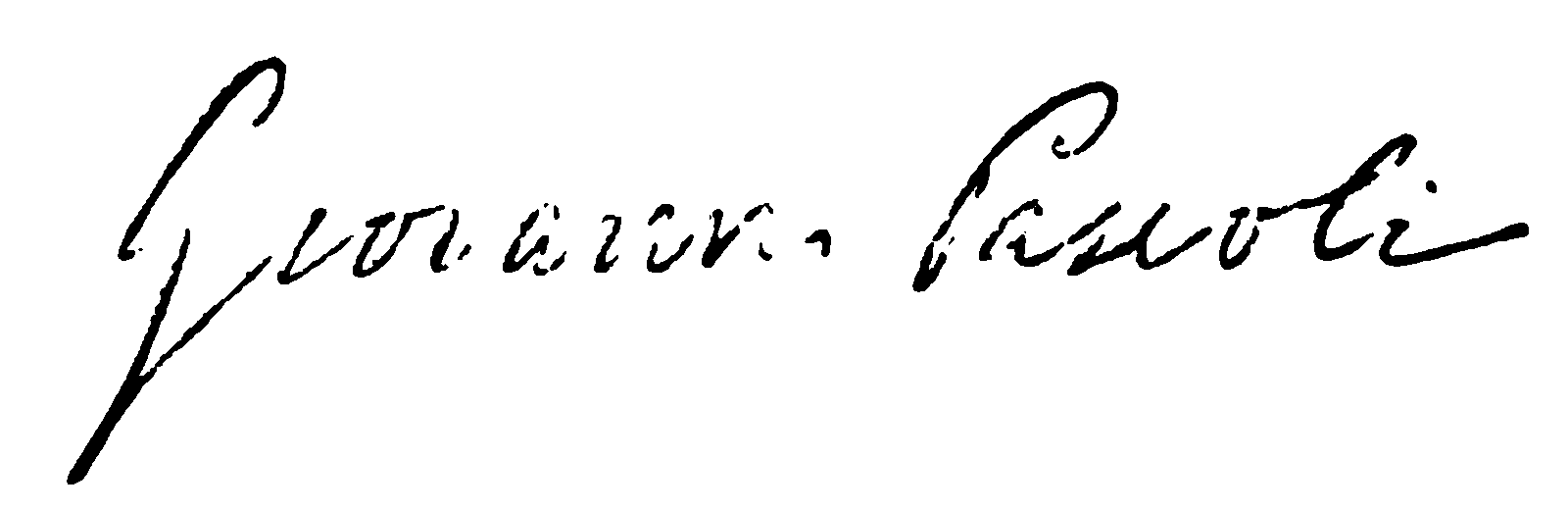
Autograf Giovanniego Pascoli.

Giovanni Pascoli (ur. 31 grudnia 1855 w San Mauro Pascoli, zm. 6 kwietnia 1912 w Bolonii) – włoski poeta i filolog klasyczny; profesor literatury włoskiej na Uniwersytecie Bolońskim.

## Życiorys
Urodził się w San Mauro di Romagna (na jego cześć, w 1932, przemianowano nazwę tej miejscowości na San Mauro Pascoli), w zamożnej, wielodzietnej rodzinie. Lecz wkrótce jego ojciec został zabity; niedługo potem zmarła też matka, w wyniku czego dzieciństwo Giovanni Pascoli i jego rodzeństwa było biedne.
Do 12 roku życia uczył się w szkole z internatem w Urbino.
Studiował na Uniwersytecie Bolońskim, gdzie jego nauczycielem i mentorem był Giosuè Carducci.
W latach 1897–1903 uczył łaciny na Uniwersytecie w Mesynie, a następnie na Uniwersytecie w Pizie. Gdy Carducci przeszedł na emeryturę, Pascoli zastąpił go jako profesor literatury włoskiej na Uniwersytecie w Bolonii.
W 1912 roku, chory na marskość wątroby (wynikłą z nadużywania alkoholu), zmarł w Bolonii na raka wątroby w wieku lat 56. Pomimo tego, że był ateistą, został pochowany w kaplicy przylegającej do jego domu w Castelvecchio, gdzie spoczywa także jego ukochana siostra, Maria.

## Dzieła
Pisał zarówno w języku włoskim, jak i po łacinie.
- Myricae (1891)
- Canti di Castelvecchio (1903)
- Primi poemetti (1904)
- O’di e inni (1906)
- Poemi del Risorgimento (1913)